# 甲斐市
甲斐市（日语：／ Kai shi */?）是山梨縣西北部的城市，人口超過七萬人，是山梨縣內人口數量第二大的城市，僅次于縣府所在地甲府市，人口密度則居于縣內第一位。甲斐市是2004年由舊龍王町、舊敷島町、旧双葉町合并而成的新城市，市名來自古代令制國甲斐國。

## 關聯名人
- 山縣大貳（江戸時代中期的儒學者、思想家、尊王論者。因批判幕府及明和事件被處刑）
- 中込伸（前職業棒球選手，因職棒簽賭案被起訴）

## 外部連結
- 甲斐市